# Shy'm
Tamara Marthe, född 28 november 1985 i Trappes, mer känd som Shy'm, är en fransk sångerska.

## Karriär

### Tidiga åren
Tamara Marthe föddes i Trappes, en av Paris västra förorter. Hennes mor är fransk och hennes far är fransk-karibisk. Hennes familj var redan involverad i musik och konst så hon blev intresserad av både dans och sång vid tidig ålder. Som barn gick hon på dansskola men under tonåren satsade hon på musiken istället och började spelade in egna låtar. Hon åkte sedan till Paris och skickade in sina inspelningar till olika skivbolag, vilket ledde till att hon upptäcktes av rapparen K-Maro och fick sitt artistnamn Shy'm.

### 2006:Mes fantaisies
K-Maro gick med på att låta henne vara med på hans singel "Histoires de Luv" som spelades in i Montréal i Kanada till hans album. Efter detta producerade, skrev och komponerade K-Maro hennes debutalbum Mes fantaisies som gavs ut den 30 oktober 2006. Albumet nådde sjätte plats på den franska albumlistan. Hennes första solosingel "Femme de couleur" nådde femte plats på den franska singellistan och blev även en hit i både Belgien och Schweiz. Den andra singeln "Victoire" blev också den en hit och nådde till och med fjärde plats i Frankrike. Ytterligare tre singlar gavs ut från debutalbumet under nästa år. År 2007 var hon även med i TV-programmet Fort Boyard.

### 2008:Reflets
Den 26 september 2008 släpptes hennes andra studioalbum Reflets vars första singel var "La première fois". Det var dock albumets andra singel "Si tu savais" som blev albumets mest framgångsrika singel då det nådde andra plats på den franska singellistan, hennes bästa placeringar på listan hittills. Själva albumet nådde också en högre placering på albumlistan än vad hennes debutalbum hade gjort med en fjärde plats, även om det sålde 100 000 exemplar vilket var tre gånger så lite som debutalbumet sålt. År 2009 gavs låten "Step Back", som hon framför tillsammans med Odessa Thornhill, ut som Reflets tredje och sista singel.

### 2010:Prendre l'air

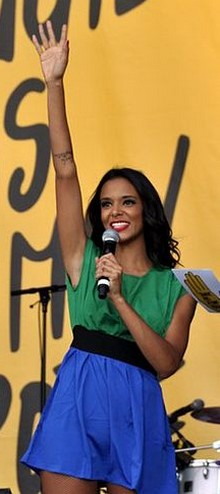
Shy'm vid en konsert år 2011.

Den 11 juni 2010 släpptes hennes tredje album Prendre l'air vilket kom att ge fem nya singlar. Det blev även hennes första album vars alla singlar placerade sig på den nationella singellistan. Albumet nådde sjätte plats på albumlistan, precis som debutalbumet hade gjort, men sålde totalt 350 000 exemplar, dvs. 50 000 fler än debutalbumet. Albumet låg längre på albumlistan än något av hennes andra album, totalt 118 veckor i Frankrike. Det låg också på listan i Belgien i över ett år. År 2011 var hon med i TV-programmet Danse avec les stars, den franska versionen av Strictly Come Dancing. Den 19 november vann hon finalen tillsammans med sin professionella danspartner Maxime Dereymez.

### 2012:Caméléon
År 2012 var hon med i den årliga välgörenhetskonserten Les Enfoirés för första gången. Den 7 maj 2012 gav hon ut en ny singel med titeln "Et alors !" inför hennes kommande fjärde studioalbum. Låten kom att bli en av hennes mest framgångsrika singlar hittills i karriären och blev hennes andra singel som nådde andra plats på topplistan efter "Si tu savais" från 2008. Den låg också en längre tid på listan än någon av hennes tidigare singlar, totalt 34 veckor. På den officiella nedladdningslistan nådde dock låten första plats vilket var hennes högsta placering där. Tidigare hade det varit en tredje plats med låten "Je sais", hennes första singel från Prendre l'air.
Det nya albumet med titeln Caméléon gavs ut den 25 juni och kunde med hjälp av singeln nå första plats på den franska albumlistan. Albumet toppade listan den första veckan och låg sedan kvar inom topp-10 i sju veckor i rad. Totalt sålde albumet fler än 200 000 exemplar och blev det mest framgångsrika i Belgien och Schweiz av hennes album hittills. Månaden efter att albumet givits ut gavs låten "On se fout de nous" ut som singel och innan året var slut även "Et si". Samtidigt som Caméléon kom ut släpptes även ett samlingsalbum, L'intégrale, som innehåller alla hennes tre första studioalbum samt en DVD. Vid NRJ Music Awards år 2012 tog hon emot priset för "årets franska kvinnliga artist".

## Diskografi

### Studioalbum
- 2006 – Mes fantaisies
- 2008 – Reflets
- 2010 – Prendre l'air
- 2012 – Caméléon
- 2014 – Solitaire
- 2017 – Héros
- 2019 – Agapé

### Samlingsalbum
- 2015 – À nos dix ans

### Singlar
- 2005 – "Histoires de Luv" (med K-Maro)
- 2006 – "Why You Wanna" (med T.I)
- 2006 – "Femme de couleur"
- 2006 – "Victoire"
- 2007 – "T'es parti"
- 2007 – "Oublie-moi"
- 2007 – "Rêves d'enfants"
- 2008 – "La première fois"
- 2008 – "Si tu savais"
- 2009 – "Step Back" (med Odessa Thornhill)
- 2010 – "Je sais"
- 2010 – "Je suis moi"
- 2010 – "Prendre l'air"
- 2011 – "Tourne"
- 2011 – "En apesanteur"
- 2012 – "Et alors !"
- 2012 – "On se fout de nous"
- 2012 – "Et si"
- 2012 – "Veiller tard"
- 2012 – "White Christmas" (med Michael Bublé)
- 2013 – Caméléon
- 2013 – Contrôle
- 2014 – La malice
- 2014 – L'effet de serre
- 2015 – On s'en va
- 2015 – Silhouettes
- 2015 – Il faut vivre
- 2015 – Tandem
- 2016 – Vivre ou survivre
- 2017 – "Mayday" (med Kid Ink)
- 2017 – Si tu m’aimes encore
- 2018 – Madinina
- 2018 – La go
- 2019 – "Absolem" (med Youssoupha & Kemmler)
- 2019 – "Puerto Rico" (med Vegedream)
- 2019 – "Amiants" (med Jok'Air)
- 2019 – "Olé Olé" (med Kayna Samet & Chilla)
- 2019 – "Sourire" (med L'Algérino)
- 2019 – "Nous deux" (med Lorenzo)
- 2020 – "Boy"
- 2020 – "Ensemble"
- 2021 – "Tadada Tududu"
- 2021 – "Sunset Pyromane"
- 2022 – "Elle danse encore"